# Xocotlán
Xocotlán är en ort i Mexiko, tillhörande kommunen Texcoco i delstaten Mexiko. Xocotlán ligger i den centrala delen av landet och tillhör Mexico Citys storstadsområde. Orten hade 5 082 invånare vid folkräkningen 2010.